# 古羅沃伊瓦韋茨凱
古羅沃伊瓦韋茨凱（波蘭語： [ɡuˈrɔvɔ iwaˈvɛt͡skʲɛ]），舊稱东普鲁士地区兰茨贝格（德語：Landsberg in Ostpreußen），是波蘭瓦爾米亞-馬祖里省的一个城鎮，位於該國東北部，由条顿骑士团始建於1335年2月5日，面積3.32平方公里，主要經濟活動是工業、商業和服務業，2006年人口4,554。

## 友好城市
- 德国费尔登
- 乌克兰普斯托梅特
- 俄羅斯巴格拉季奧諾夫斯克

## 外部連結
- Official website （页面存档备份，存于） （波兰語）

54°16′N 20°29′E / 54.267°N 20.483°E